# Гегемонная маскулинность
Гегемо́нная маскули́нность (англ. hegemonic masculinity), также доминантная или доминирующая маскулинность, иногда гегемонные маскулинности — тип маскулинности, который часто встречается как идеал мужского поведения и черт в различных культурах и классических обществах, а так же находящийся на вершине иерархии культуры мужского сообщества и разделяемый его преобладающей частью. Российский учёный Игорь Кон рассматривал гегемонную маскулинность как социокультурный нормативный канон, на который ориентируются мужчины и мальчики.
Термин «гегемонная маскулинность» введён австралийским социологом Рэйвин Коннелл.

## Образ «настоящего мужчины»
Гегемонная маскулинность выступает желаемым «нормативным» образцом и идеалом маскулинности. Стремление следовать этим образцам социально поощряется в обществе. Несмотря на это, не все мужчины стараются соответствовать стандартам гегемонной маскулинности.
Гегемонная маскулинность отражает бытующее в том или ином обществе понятие «настоящего мужчины» и реализуется в отношениях с женщинами или другими менее престижными формами маскулинности («ненастоящими мужчинами»). Такая гегемония основана на насилии и признании.
В качестве противоположности гегемонной маскулинности часто выделяют различные маргинализированные модели маскулинности, которые существуют в группах национальных, социальных и сексуальных меньшинств. Эти проявления маскулинности оцениваются большинством как «ущербные», маргинализируются и воспринимаются с разным уровнем толерантности, часто становясь объектами дискриминации, характерной для патриархального общества.
Вместе с тем гендерная исследовательница Р. Э. Хоскин указывает, что в научной литературе присутствуют определённые двойные стандарты в определении маскулинности и фемининности: когда женщина проявляет маскулинное гендерное выражение, её маскулинность называется женской маскулинностью, в то же время когда мужчина проявляет фемининное, это часто называют «подчинёнными маскулинностями», а не мужской фемининностью.
Гегемонной маскулинности присущи избегание всего женственного, самодостаточность (опора на собственные силы), агрессивность, доминантность, соревновательность, борьба за высокий социальный статус, безличная сексуальность и эмоциональная сдержанность. Гегемонная маскулинность оказывает большое влияние на процесс социализации мальчиков и подростков, культивируя у них сильные эмоции, связанные с отношением господства и власти, любовь к острым ощущениям, а также табуирует проявление слабости в виде страха, нежности или чувства стыда.
У некоторых социально и этнически маргинализованных групп гегемонная маскулинность выражается в протестной маскулинности, которая стремится к возрождению «истинно-мужского начала» и противопоставляется «феминизированной», «интеллектуализированной» и «гомосексуализированной» западной цивилизации.

## Гегемонная маскулинность и армия
Исследователи маскулинностей и милитаризации рассматривают армию как маскулинный институт. Война исторически была и остаётся по сей день преимущественно делом мужчин — от солдат до военных элит, которые распоряжаются их жизнями. В символическом смысле армии и их основной род деятельности — война и насилие — представляют собой маскулинистские практики: акты вторжения, захвата и убийства являются маскулинистскими; это практики контроля, доминирования и авторитаризма. Армия как социальный институт является местом производства, поддержания и распространения гегемонной маскулинности — системы социальных практик и норм маскулинности, которая считается в данном обществе идеальной (образ «настоящего мужчины»). Гегемонная маскулинность является одновременно способом и условием приобретения институциональной власти.
Как один из важнейших источников гегемонной маскулинности, армия выполняет роль института мужской инициации: это место, где мальчики становятся мужчинами. Гегемонная маскулинность, в свою очередь, строится на обесценивании и подавлении прочих маскулинностей и фемининности. Применительно к армиям это означает, что их милитаризованная культура опирается на формальное и неформальное подавление мужчин, не соответствующих идеалу гегемонной маскулинности, и женщин.
Начиная с середины 1990-х годов, доля женщин среди военнослужащих постепенно увеличивается, но этот процесс затрагивает лишь некоторые страны мира. В целом женщины составляют ничтожно малую долю военнослужащих по всему миру. Однако появление в армиях женщин — даже в качестве военнообязанных — не означает преодоления сексизма в армии, так как неформальная культура армий остаётся культурой возвышения маскулинности и принижения фемининности.